# All the World's a Stage (album)
Pour le début du monologue de la pièce de Shakespeare, voir All the World's a Stage
Albums de Rush
2112
(1976) A Farewell to Kings
(1977)
All The World's A Stage est le premier album en public du groupe rock progressif Rush. Ce concert a été enregistré au Massey Hall de Toronto les 11, 12 et 13 juin 1976 au cours de la tournée 2112.
Le « medley » sur la piste 9 se déroule comme suit : Working Man (première partie), Finding My Way/Working Man (deuxième partie), solo de batterie de Neil Peart (fin).
Il marque la fin de la première période de Rush et l'on y entend pour la première fois Neil Peart jouer sur Working Man. Il a été certifié « platinum » (disque « platine» soit 1 million d'exemplaires vendus) aux États-Unis en 1981.

## Musiciens
- Geddy Lee : basse, chant
- Alex Lifeson : guitare, chœurs
- Neil Peart : batterie, percussion

## Liste des titres
1. Bastille Day – 4 min 57 s
2. Anthem – 4 min 56 s
3. Fly By Night/In The Mood – 5 min 03 s
4. Something For Nothing – 4 min 02 s
5. Lakeside Park – 5 min 04 s
6. 2112 – durée totale : 15 min 45 s
  1. Overture – 4 min 16 s
  2. The Temples Of Syrinx – 2 min 12 s
  3. Presentation – 4 min 27 s
  4. Soliloquy – 2 min 22 s
  5. Grand Finale – 2 min 28 s
7. By-Tor And The Snow Dog – 11 min 57 s
8. In The End – 7 min 13 s
9. Working Man/Finding My Way/Drum Solo – 14 min 56 s
10. What You're Doing – 5 min 39 s